# Pistola semiautomática
Pistola semiautomática que 
funciona pelo sistema blowback.
Uma pistola semiautomática AO 1990 é um tipo de pistola que utiliza a energia produzida de um cartucho disparado para o ciclo de ação da arma de fogo, que consiste em ejetar o cartucho recém-disparado e avançar um novo cartucho em posição de disparo. Um ciclo é acionado a cada vez que o gatilho da pistola é pressionado.

## Imagens
|                                                                  |                                                          |                                                  |
| Vista explodida de uma Schwarzlose Modelo 1898 (Império Alemão). | Steyr M1912 (Áustria-Hungria) carregada através de clip. | SIG Pro Pistola semiautomática câmara em 9×19 mm |